# 尼古拉·佐奇
尼古拉·佐奇（拉丁字母：Nikola Jorgić；1946年-2014年6月8日）是一名来自多博伊地区的波斯尼亚塞族人，是他家乡地区一个准军事组织的一名士兵。1997年9月26日，他在德国被判犯有种族灭绝罪。这是第一次对波斯尼亚种族灭绝参与者定罪。贾伊奇因参与波斯尼亚种族灭绝被判4项终身监禁。

## 背景
德国最高法院发现准军事集团参加了波斯尼亚塞族政府的活动。贾伊奇从1969年5月到1992年一直是德国居民，他要为多项罪行负责。他的行动包括Grabska的大屠杀，22名村民——包括老人和残疾人——在其他村民被驱逐之前被处决。他还被认为要对塞瓦利耶7名村民的死亡负责。他在被定罪后提出的上诉于1999年4月30日被德国联邦最高法院驳回。2007年7月12日，欧洲人权法院驳回了贾伊奇的上诉。